# Limonium strictissimum
Limonium strictissimum es un planta perenne perteneciente a la familia de las plumbagináceas. Es originaria de Francia e Italia. Su hábitat natural es el matorral mediterráneo. Está considerada en peligro de extinción por la pérdida de hábitat. 

## Descripción
Los tallos pueden alcanzar una altura máxima de 30 cm de altura y se extiende casi vertical. Los tallos están lignificados en la base. Las hojas son lanceoladas o cuneiforme, con una longitud entre 1,5 y 2,5 cm y una anchura entre 2 y 4 mm. Se distribuyen en rosetas basales. Las inflorescencias están compuestas de flores tubulares, de color azul. La floración tiene lugar en agosto.

## Distribución y hábitat
Es una planta endémica de Cerdeña y Córcega. Su hábitat está representado por la costa en las inmediaciones del mar, en sustratos muy diferentes, que pueden variar desde las arenas, incluso en bruto, con rocas de granito y piedra caliza. 
Su área de distribución actual en Cerdeña está representada por un área pequeña en tres rocas graníticas de Punta Rossa , en la isla de Caprera. En Córcega se conocen cinco sitios donde la especie crece a lo largo de la costa este de la isla.

## Taxonomía
Limonium strictissimum fue descrita por (Salzm.) Arrigoni y publicado en Boll. Soc. Sarda Sci. Nat. 20: 240 (1980 publ. 1981)
Etimología
Limonium: nombre genérico que procede del griego leimon, que significa "pradera húmeda", aludiendo al hábitat de muchas de las especies del género.
strictissimum: epíteto latino que significa "muy vertical".